# Tacoutala
 (mars 2018).
Tacoutala qui se prononce « Taroutala » est un village dans la commune de Colombine, dans le cercle de Kayes, dans la région de Kayes, au sud-ouest du Mali.